# Neoseiulus stolidus
Neoseiulus stolidus är en spindeldjursart som först beskrevs av Mohammad Nazeer Chaudhri 1968.  Neoseiulus stolidus ingår i släktet Neoseiulus och familjen Phytoseiidae. Inga underarter finns listade i Catalogue of Life.